# إيرما هاردر
إيرما هاردر Irma Harder (ولدت في 24 ديسمبر 1915 في بولتسوف التابعة لدائرة بازيفالك تحت اسم إيرما لانكوف، وتوفيت في 13 فبراير 2008 في فيردر) هي أديبة ألمانية.

## حياتها
تزوجت في عام 1937 من مزارع متوسط هو أدالبرت هاردر، وكانت لهما مزرعة في زيرينتن، واستمرت في إدارتها بعد وفاة الزوج في عام 1946. وبدأت في تلك الفترة في كتابة مسرحيات للفرقة مسرح للهواة أسستها هي، وكتبت كذلك أولى قصصها. وفي عام 1956 تفرغت للكتابة وأقامت في بوتسدام. وظلت تعيش منذ عام 2000 في نزل لكبار السن في فيردر قرب بوتسدام.
يشمل إنتاجها الققص والروايات التي تصور الحياة اليومية في القرية تصويرا بسيطا وواقعيا، كما عاشتها أثناء عملها مزارعة.
منحت جائزة تيودور فونتانه من مديرية بوتسدام في عام 1958.

## أعمالها
- ورقة غير مكتوب بها 1958
- زيارة محرمة 1968
- الليل فوق جزيرة الفتيات 1974